# 赵干
趙幹（？—？）。江寧（今南京）人，中國五代南唐畫家，生卒年不詳。後主李煜期間（961年-975年）為畫院學生，擅長畫山水、林木、人物。所畫都是江南風景，多作樓觀、舟楫、水村、漁市，點綴花竹，表現「煙波浩渺、風光明媚」的山水風光尤具獨到。

## 作品
《江行初雪圖》，藏於台灣台北國立故宮博物院
《煙靄秋涉圖》，藏於台灣台北國立故宮博物院
《青綠山水》卷，藏於台灣台北國立故宮博物院